# Start a War
Start a War – czwarty album grupy Static-X. Został wydany w czerwcu 2005 roku. Dostępna jest także jego specjalna edycja o nazwie X-Rated DVD. Podczas nagrywania albumu do zespołu dołącza ponownie Koichi Fukuda, jednak nie pracuje on na pozycji gitarzysty a pomaga w programmingu. Jest to także pierwszy album Static-X, po którego premierze nie opuszcza grupy żaden członek (Koichi Fukuda po Wisconsin Death Trip, Ken Jay po Machine i Tripp Rex Eisen po Shadow Zone).

## Lista utworów
1. "The Enemy" – 2:28
2. "I’m the One" – 2:36
3. "Start a War" – 2:44
4. "Pieces" – 2:38
5. "Dirthouse" – 3:03
6. "Skinnyman" – 3:40
7. "Just in Case" – 4:24
8. "Set It Off" – 3:55
9. "I Want to Fucking Break It" – 2:42
10. "Night Terrors" – 3:09
11. "Otsego Amigo" – 2:45
12. "My Damnation" – 4:01
13. "Brainfog" – 9:53 (zawiera wersję a cappella utworu "Otsego Amigo" w postaci hidden tracka)

## Rankingi

### Album
| Rok  | Ranking           | Pozycja |
| ---- | ----------------- | ------- |
| 2005 | The Billboard 200 | #29     |

### Single
| Rok  | Singel        | Ranking                | Pozycja |
| ---- | ------------- | ---------------------- | ------- |
| 2005 | "I’m the One" | Mainstream Rock Tracks | #22     |
| 2005 | "Dirthouse"   | Mainstream Rock Tracks | #27     |

## Twórcy
- Wayne Static – śpiew, gitara, klawisze, syntezator, programowanie, produkcja
- Koichi Fukuda – gitara, klawisze, syntezator, programowanie
- Tony Campos – gitara basowa, śpiew towarzyszący, produkcja
- Nick Oshiro – perkusja
- Tripp Rex Eisen – dodatkowa gitara
- Ulrich Wild – produkcja, montaż, miksowanie, programowanie
- Tom Whalley - produkcja
- Daniel Wild – perkusja
- Steven Gilmore - artwork
- Jason Freedman - efekty dźwiękowe
- P.R. Brown – fotografie